# 不満研究事件
不満研究事件（ふまんけんきゅうじけん、英：Grievance studies affair）、または「第二のソーカル事件」とも呼ばれるスキャンダルは、ピーター・ボゴジアン、ジェームズ・A・リンゼイ、ヘレン・プラックローズの3人の著者のチームが、彼らが「学問として貧弱であり、査読基準が腐敗している」と見なすいくつかの学術分野に注目を集めるためのプロジェクトであった。
2017年から2018年にかけて行われた彼らのプロジェクトは、社会学における文化・クィア・人種・ジェンダー・肥満研究・セクシュアリティ研究の学術誌にデタラメなおとり論文を投稿し、査読を通過して出版が認められるかどうかを試すというものであった。それらの論文のうちいくつかはその後出版され、著者たちはそれを自分たちの主張の裏付けとした。
この事件以前にも、ポストモダン哲学や批判理論の影響を受けた多くの研究の知的妥当性に対する懸念は、現代人文科学の多くの研究の専門用語や内容をパロディにしたナンセンスなでたらめ論文を作成し、これらの論文を学術誌に受理させることに成功した様々な学者によって光を当てられてきた。これ以前の最も注目すべき一例である1996年にアラン・ソーカルがカルチュラル・スタディーズのジャーナル「ソーシャル・テクスト」誌に発表したおとり論文は、ボゴジアン、リンゼイ、プラックローズの3人の研究者を触発することになった。この3人は「特定の結論のみが許容され、客観的事実よりも社会的不平等に対する不満を優先する風土が醸成されている」と見なす、彼らが「不満研究」と呼ぶ学問分野の問題を暴露する意図でこのプロジェクトに着手した。 3人は自らを左派やリベラルと自認し、ポストモダニズムやアイデンティティ政治に基づく学問が、左派政治プロジェクト、さらには科学とアカデミアに対して与えている被害について周知を促す試みとしてプロジェクトを説明している。
ボゴジアン、リンゼイ、プラックローズの3人は、意図的に不条理なアイデアや倫理的に疑わしい行為を促す20の論文を書き、さまざまな査読付きジャーナルに投稿した。彼らはプロジェクトを2019年1月まで実行することを計画していたが、ウォール・ストリート・ジャーナルの記者が「Gender, Place & Culture」誌に掲載された論文に使用された偽名である「ヘレン・ウィルソン」が実在しないことを明らかにし、3人は2018年10月にこの「おとり調査」を認めた。事件が明らかになった時点で、彼らの20本の論文のうち4本は出版済み、3本は受理されたが未出版、6本はリジェクト、7本は審査中だった。掲載された論文には、犬がレイプカルチャーに従事しているという理論や、男性が性具で自分自身の肛門を貫くことによってトランスフォビアを減らすことができるという理論、またアドルフ・ヒトラーの「我が闘争」をフェミニストの言葉で書き直したものが含まれていた 。 これらのうち最初のものは掲載したジャーナルから特別な評価を得ていた。
この事件はアカデミアでは賛否両論を呼んだ。一部の学者は、ポストモダニズム、批判理論、アイデンティティ政治の影響を受けた人文・社会科学の分野に広く見られる欺瞞を暴いたとして賞賛した。一方、故意にデタラメの研究を提出することは非倫理的であると批判する者もいた。また、このプロジェクトには対照群が含まれていないことから、この研究は科学的方法によるものではないと主張し、さらに、薄弱な理論や査読の質の低さは「不満研究」の対象に限らずアカデミアで広範に見られると主張する者もいた。

## 「不満研究」と「応用ポストモダニズム」
ジェームズ・A・リンゼイ、ピーター・ボゴジアン、ヘレン・プラックローズの3人は、一連のおとり論文を通じて、彼らが「不満研究」と呼ぶ、「特定の結論のみが許容され、客観的事実よりも社会的不平等に対する不満を優先する風土が醸成されている」と考える学術分野の小分野の問題を暴露するつもりだった。3人はポストコロニアル理論、ジェンダー研究、クィア理論、クリティカル・レース理論、インターセクショナルフェミニズム、肥満差別研究などの学術分野を「不満研究」と呼んでいるが、それはプラックローズによれば、こうした分野が「不満からの仮説」から始まり、「それを立証するために利用できる理論」をねじ曲げるためであるという 。プラックローズは、これらの分野はすべて、1960年代後半に発展したポストモダン哲学からその根底にある理論的展望を導き出していると主張した。フランスのポストモダン哲学者であるミシェル・フーコーの成果に焦点を当て、彼女はフーコーが「社会に知識と権力が織り込まれているとし、社会における言説の役割を強く主張した」ことを強調した 。
プラックローズは、ポストコロニアル理論やクィア理論といった分野は、1980年代後半に公民権運動、ゲイの権利運動、リベラル・フェミニズム運動の成果を法改正の場から言説の変化を押し出す手段として大きく立ち上がったことから、「応用ポストモダニズム」と呼ぶことができるのではないかと示唆した[5]。彼女は、これらの分野は活動家の意図に合わせてポストモダニズムを応用したと主張した。活動家はポストモダニズムから知識は社会構造であるという考えを採用したが、同時に「あることが客観的に真実でなければ進歩はない」というモダニズムの考えも堅持していた。したがって、「応用ポストモダニスト」であるプラックローズは、「女性、有色人種、LGBTを抑圧する権力と特権のシステム」は客観的に実在し、言説を分析することによって明らかにすることができると主張した。同時に、彼女は活動家は「科学や客観的知識に対するポストモダニズム的な懐疑」、「権力と特権のシステムとしての社会に対する見方」、「すべての不均衡は生物学的現実から生じるのではなく、社会的に構築されているという信念への傾倒」を保持していると主張した 。
プラックローズは、自分自身と共同研究者を「左翼リベラル懐疑論者」と表現している。彼女はこのプロジェクトを実行しようと思った中心的な理由を、「アイデンティティ政治とポストモダニズムに基づく」学問分野における「腐敗した学問」に問題があることを他の「左派の学者」に納得させるためであると述べた。彼女は、ポストモダニストから派生した多くの学問は、モダニズムを拒絶する際に、科学、理性、および自由民主主義も拒絶し、したがって多くの重要な進歩による利益が損なわれていると主張した。プラックローズはまた、集団アイデンティティの重要性の前景化、客観的な真実は存在しないと主張することによるポスト真実の成長の促進、これらポストモダニズムの理論が2010年代に多くの国で見られた「右への反動の急増」に寄与していると懸念を示している。
2020年に、プラックローズとリンゼイは、著書「Cynical Theories: How Activist Scholarship Made Everything About Race, Gender, and Identity—and Why This Harms Everybody（邦訳：『「社会正義」はいつも正しい』ISBN 9784152101877）」で批判理論の影響をさらに調査した。

## 経緯
事件が明らかにされた時点で、20件の論文のうち7件が出版を承認され、7件は査読中であり、6件はリジェクトされていた 。公開された記事には、犬がレイプカルチャーに従事しているという理論、男性が性具で肛門を貫くことでトランスフォビアを減らすことができるという理論、フェミニストの言葉で書き直されたアドルフ・ヒトラーの我が闘争が含まれていた。特に出版された論文の1つは、それを掲載したジャーナルから特別な評価を得ていたものである。

### 試み
事件の前に、ポストモダン哲学と批判理論に影響された多くの研究の知的妥当性について懸念を表明し、様々な学者が様々なジャーナルにおとり論文を公開することによってこれに焦点を当てた。特に、ジェームズ・A・リンゼイとピーターボゴジアンが独自のおとり論文を公開するように影響を与えたのは、「ソーシャル・テクスト」誌のアラン・ソーカルによる1996年の事件であった。
2017年5月19日、査読付きジャーナル「Cogent Social Sciences」誌は、「The conceptual penis as a social construct（社会的構築物としての概念的なペニス）」 を掲載した。同論文はペニスは「男性」ではなく、むしろ代わりに社会的構築物として分析されるべきと主張していた 。同日、リンゼイとボゴジアンは、「Cogent Social Sciences」誌は専らジェンダー研究の雑誌ではないが、ジェンダー研究の信用を落とすことを目的としたおとり論文であることを明らかにした。ジャーナルは事後検証を行ったが、両方の著者は「おとり論文の影響は非常に限定的であり、それに対する多くの批判は正当であった」と結論付けた。

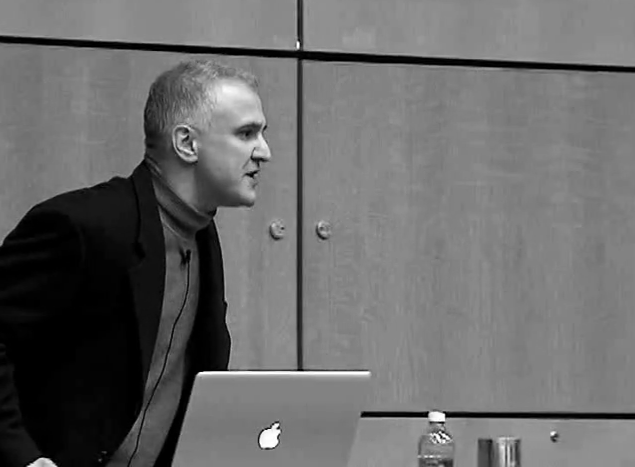
ピーター・ボゴジアンの講義　2012

著者らは、2017年8月16日に2回目の試みを開始したとしている。9月にヘレン・プラックローズが加わった。 新しい方法論では、複数の論文を投稿し、それぞれが「よりランクの高いジャーナル」に投稿し、却下されたら査読のフィードバックを利用して論文を修正してからランクの低いジャーナルに投稿することにした。このプロセスは論文が受理されるか、3人の著者がその論文の掲載をあきらめるまで繰り返された  。各論文の著者は、「ポートランドアンジェンダーリサーチイニシアチブ」の「ヘレン・ウィルソン」などの架空のものか、ガルフコースト州立大学の歴史学名誉教授リチャード・ボールドウィンなど名義を貸してくれる実在の人物のいずれかであった。
プロジェクト期間中、20本の論文が投稿され、それらの論文の「新規投稿」が48本行われた。最初の承認は、プロジェクト開始から5ヶ月後に達成された「Human Reactions to Rape Culture and Queer Performativity at the Dog Park（ドッグ・パークにおけるレイプカルチャーとクィア・パフォーマティヴィティに対する人間の反応）」である。最終的に成功した「Gender, Place & Culture」誌への掲載を目指した2回の査読の最初には、著者たちが「ドッグパーク」と呼ぶ論文は、最初の査読者によって「信じられないほど革新的で、分析が豊富で、非常によく書かれ整理されている」と賞賛された。同様の敬意あるフィードバックが他の採択論文に対しても提供された。

### おとり論文の発覚
このプロジェクトは2019年1月31日まで行われる予定だったが、早々に終了した。 2018年6月7日、Twitterアカウント「New Real Peer Review」が彼らの論文の1つを発見した。これにより保守系ニュースサイト「The College Fix」、自由主義的雑誌「Reason」、その他の報道機関の記者たちの目に留まり、架空の著者や掲載誌に連絡を取ろうと動きだした。 フェミニスト地理学における査読付きの主要な国際ジャーナルである「Gender, Place & Culture」誌は2018年8月6日に、「ヘレン・ウィルソン」が「自分自身を含む誰の身元も捏造または不正利用しない」という契約に違反した疑いがあるとする文章を公表し、「自分の身分を確認する適切な文書の提出を求めるという我々の要求に対して著者から応答がない」と付け加えた。 
10月2日にウォール・ストリート・ジャーナルのレポートが公開されると、3人は彼らのプロジェクトを説明するエッセイと、彼らの論文のほとんどと査読者のコメントを含む電子メールのやり取りをGoogle Driveのアーカイブで公開した。 同時に、映画監督のマイク・ナイナがプロジェクトの裏話を明かすビデオをYouTubeで公開した。2019年の時点で、ナイナとプロデューサーのマーク・コンウェイは、このプロジェクトに関するドキュメンタリー映画の制作に取り組んでいる。

## 反応
このプロジェクトは、賞賛と批判の両方を集めた。サイエンスライターのトム・チヴァースは、この結果は「予見できた騒動」であり、すでにジェンダー研究に懐疑的な人々は「分野全体がナンセンスに満ちている」ことの証拠であると歓迎し、ジェンダー研究に共感する人々は「善良な学問を不誠実に損なっている」と考えている、と示唆した。
ジョンズ・ホプキンズ大学の政治学者ヤシャ・モンクは、アラン・ソーカルが成し遂げたソーカル事件のおとり論文にちなんで「Sokal squared」（ソーカル・スカッド/ソーカル二乗）」と名付け、「結果は愉快で楽しいものだ。また、アカデミアの大部分に深刻な問題があることを示している」と述べた。心理学者のスティーブン・ピンカーは、「このプロジェクトは『批判理論やポストモダン理論、アイデンティティ理論のジャーナルに掲載されないほど風変わりなアイデアはあるのだろうか？』という問いを投げかけている」と述べた 。対照的に、古典学者のジョエル・P・クリステンセンとマシュー・A・シアーズは、2015年に作られた「プランド・ペアレントフッドに対する不正なヒット作品」と同等の学問と呼び、正当な議論よりも宣伝に関心が向いているとしている。
「アトランティック」誌でモンクは、「この国民的憂鬱の時代における他のあらゆるものと同様に、ソーカル・スカッドもアメリカの文化大戦争の弾薬としてすでに使われているのである」と述べている。彼は、この事件に対する2つの反応を「知的な不誠実さ」として特徴づけた。それは、この事件を利用してより広い学会の信用を落とそうとする右派の反応と、政治的動機による学会への攻撃として扱う左派の反応である。前者は社会学ジャーナルに投稿された論文がすべてリジェクトされたことを含め、「アカデミアにはナンセンスに対する寛容さがまったくない分野がたくさんある」ことを見落としているとし、後者はこの騒動に反駁するのではなく、その背後にある動機を攻撃していると述べた。

### 出版したジャーナルの反応
おとり論文の一つ（フェミニストの立場でのおとり批判「When the Joke's on You（冗談が通じない時）」）を受理したものの、まだ出版していなかったフェミニスト哲学の査読付きジャーナル「Hypatia」誌の共同編集者アン・ギャリーは、この騒動に「深く失望した」と述べた。ギャリーはニューヨーク・タイムズ紙に、「審査員は有意義なレビューを書くために多大な時間と労力を費やしており、個人が不正な学術資料を提出するという考えは、多くの倫理的・学術的規範に反する」と述べた 。「Journal of Poetry Therapy」誌の編集者、ニコラス・マッツァは、次のように述べた。「論文・著者の確実性に関して貴重な指摘を受けたが…『研究』の著者は明らかに欠陥のある非倫理的な研究に従事していた」。

### 称賛
ジョンズ・ホプキンズ大学のヤシャ・モンクは、著者がおとり論文を準備することに賛成しなかったが、ポストモダンの専門用語に熟達し、問題のジャーナルを嘲笑しただけでなく、より重要なのは、経済学のような、彼らが「倫理的に疑わしい」と見なす分野に対するおとり調査を喜んで行いながら、自分たちの手法に対する批判を受け入れることができないジェンダー研究の二重規範を明らかにしたと述べている。彼はまた、「左派と学者の間で引き出された部族的な連帯の量」と、反応の多くが純粋に人身攻撃であり、おとり論文によって強調された実際の問題があることを事実として認識した人はほとんどいないという事実も指摘した。「ジェンダー研究のような分野の主要なジャーナルのいくつかは、真正な学問と、知的に空虚で倫理的なデタラメを区別できなかった」 。モンクはまた、「統計が適用できない問題に統計を導入しようとする混乱した試み」として、３人がコントロールが欠如しているとして受けた批判に反論した。
ジャスティン・E・H・スミスは３人の挑発を擁護し、尊敬される学術分野の貧弱な科学的方法を暴露するために、おとり論文が過去に使われた例を挙げた。「The Chronicle of Higher Education」誌において、このおとり論文は「科学と論理の否定」や「探究よりも行動主義を称揚する」といった現代社会科学の多くの病理を暴くのに役立ったと指摘している。
ボゴジアンの雇用主であるポートランド州立大学が、承認なしに人間を対象とした研究を行ったという理由で研究不正の調査を開始し、さらにデータの作成の責任を検討したところ、ハーバード大学の心理学者のスティーブン・ピンカーやポートランド州立大学の学生たち、多くの著名な学者が彼を支持する文章を示し、事件を起こした動機を擁護している。 進化生物学者のリチャード・ドーキンスはボゴジアンを小説家と比較し、ジョージ・オーウェルの小説「動物農場」は、動物が英語を話す能力に関する多くの「虚偽」について批判される可能性があると指摘した。彼は問いかけた。
この行動を起こしたあなたのユーモアのない同僚は、ポートランド州立大学が学界の笑いものになることを望んでいるのだろうか？それとも、少なくともボゴシアン博士と彼の仲間が風刺しているような気取った詐欺師に汚染されていない真面目な科学的研究の世界にしたいのでしょうか？ 
心理学者のジョナサン・ハイドは、大学の調査は「この決定を聞いたすべての人に明らかな重大な倫理的誤り、つまり不正義であり、ポートランド大学や大学一般に対する社会の認識に悪い影響を与えるだろう」と述べ、ボゴジアンとその共著者は「知的詐欺を容認する学術的な下位文化を暴露することによって学問的な誠実さを支える、キャリア的にリスクのあるプロジェクト」を引き受ける内部告発者と結論付けている。  哲学者のダニエル・デネットは、ボゴジアンのターゲットは「誠実に」行われた彼の「素晴らしい例」から「学問的誠実さについていくつかのことを学ぶことができる」と述べている。アラン・ソーカルとトロント大学の心理学者のジョーダン・ピーターソンもボゴジアンを支持している。国際的なトロツキズム主義者のフォーラム「World Socialist Web Site」のエリック・ロンドンは、おとり論文はアイデンティティ政治産業とポストモダニズムに対する「タイミングの良い一撃」であると述べた。

### 批判
米国の文化誌「Slate」に寄稿したダニエル・エングバーは、「ほとんどすべての実証的学問分野で、このおとり捜査に対して同じ結果が返ってくるはずだ」とこのプロジェクトを批判した 。同様に、ハーバード大学の女性学教授であるサラ・リチャードソンは、実験に対照群を含めなかったとして実行者たちを批判し、 BuzzFeed Newsに次のように語っている。「彼ら自身の基準では、そこから科学的に何も結論づけることはできない」 。ニューヨークを拠点とする文芸雑誌「n + 1」誌は、サイエンスライターのジム・シュナーベルによる同様のおとり論文の試みについての調査を引用した批判記事を掲載し、シュナーベルの結論を「教養ある大衆は、おとり調査の科学的利点ではなく、デタラメの発信者とデタラメの受信者の相対的正統性に基づいて判断を下す。事実上、おとり調査の結果は現場の力関係によってあらかじめ決められているのである。」として要約している。この記事はさらに、この場合の相対的な正統性は「科学的正当性の正統性ではなく、若手IT技術者、ダボスのビリオネア、およびオルタナ右翼のミソジニー主義者の新たなコンセンサス」であると主張した。
チヴァースはイギリスのオンライン誌「UnHerd」の中で、いわゆる「不満研究」の分野には「おそらく」「ほとんどの科学分野よりも」多くの「でたらめ」が含まれているが、このプロジェクトはアカデミア全体にわたる粗悪な学問の問題から注意をそらすものだと指摘している。彼は、このプロジェクトが公表される数週間前に、摂食行動学のブライアン・ワンシンク教授が、彼の担当した科学的不正行為の事例が暴露され、コーネル大学の職を辞していたことを強調した。大学関連情報を扱う「Chronicle of Higher Education」誌に寄稿したカール・バーグストロームは、「３人はこのシステムが実際にどのように機能するかについてひどく世間知らずに見える」と述べている。査読は不正や不条理なアイデアを取り除くためのものではなく、模倣は自主規制につながると彼は主張した。同じ記事で、デビッド・シュライバーは、自分が「Rubbing One Out」誌の2人の匿名査読者の1人だと述べ、３人は彼のレビューを恣意的に引用していると主張している。「彼らは、リジェクトされた論文の著者を助けようとした私の試みを、論文をリジェクトしたにもかかわらず、私の分野と私が査読したジャーナルに対する非難に変えていたのです」。
ポートランド州立大学の多くの教授は、「主に見世物に関心のある真に受けやすいジャーナリスト」を悪用して学問的不正を行ったとして3人を非難する公開書簡に署名し「基本的な悪意と公開羞恥に対する倒錯した関心が、実際の学問的な目標に優先している」とした 。
「Science、Technology、and Human Values」誌の記事で、ミッコ・ラゲルスペッツは、プロジェクトのウェブサイトから入手できる査読と編集上の決定に基づいて、プロジェクトの実験デザインとその可能な要因を分析している。彼は次のように総括している。
（1）インパクトファクターの高いジャーナルは、プロジェクトの一環として提出された論文をリジェクトする確率が高い。（2）原稿が実証的データに基づいているとされる場合、可能性はより高い。（3）査読は原稿修正のプロセスにおいて重要な資産となりうる。（4）プロジェクトの著者は、隣接する学問分野の教育を受けて、査読者のアドバイスに厳密に従った場合、受け入れ可能な記事を書くために必要なことを比較的早く習得することができる。真面目に書かれた論文と「おとり論文」の境界は徐々に曖昧になっていった。最後に（5）、このプロジェクトの終わり方は、長期的な視点では、科学界が不正行為を明らかにすることを示した。
彼は、この実験は実験的にも倫理的にも欠陥があり、求めていた証拠を提供できなかったと結論付けている。「プロジェクトグループがどのような根拠で対象とする雑誌を決定したのか不明である 。著者が受け取った21の最終的な編集上の決定のうち、3分の1は肯定的であり、3分の2は否定的であった。対照群がないため、この比率が他の分野ではもっと低かったのか高かったのか判断できない」。

## おとり論文の一覧

### 承認

#### 出版済
おとり調査が発覚した後、4つの論文はすべて撤回された。
- Helen Wilson (偽名) (2018). “Human Reactions to Rape Culture and Queer Performativity at Urban Dog Parks in Portland, Oregon”. Gender, Place & Culture:  1–20. doi:10.1080/0966369X.2018.1475346. （撤回済）
- Richard Baldwin (借用名義) (2018). “Who Are They to Judge? Overcoming Anthropometry and a Framework for Fat Bodybuilding”. Fat Studies 7 (3):  i–xiii. doi:10.1080/21604851.2018.1453622. （撤回済）
- M. Smith (偽名) (2018). “Going in Through the Back Door: Challenging Straight Male Homohysteria and Transphobia through Receptive Penetrative Sex Toy Use”. Sexuality & Culture 22 (4):  1542. doi:10.1007/s12119-018-9536-0. （撤回済）
- Richard Baldwin (借用名義) (2018). “An Ethnography of Breastaurant Masculinity: Themes of Objectification, Sexual Conquest, Male Control, and Masculine Toughness in a Sexually Objectifying Restaurant”. Sex Roles 79 (11–12):  762. doi:10.1007/s11199-018-0962-0. （撤回済）

#### 未出版
- Richard Baldwin (借用名義). “When the Joke Is on You: A Feminist Perspective on How Positionality Influences Satire”. Hypatia.
- Carol Miller (偽名). “Moon Meetings and the Meaning of Sisterhood: A Poetic Portrayal of Lived Feminist Spirituality”. Journal of Poetry Therapy.
- Maria Gonzalez, and Lisa A. Jones (偽名). “Our Struggle Is My Struggle: Solidarity Feminism as an Intersectional Reply to Neoliberal and Choice Feminism”. Affilia.

### 査読中

#### 修正と再提出
- Richard Baldwin (借用名義). “Agency as an Elephant Test for Feminist Porn: Impacts on Male Explicit and Implicit Associations about Women in Society by Immersive Pornography Consumption”. Porn Studies.
- Maria Gonzalez (偽名). “The Progressive Stack: An Intersectional Feminist Approach to Pedagogy”. Hypatia.
- Stephanie Moore (偽名). “Super-Frankenstein and the Masculine Imaginary: Feminist Epistemology and Superintelligent Artificial Intelligence Safety Research”. Feminist Theory.
- Maria Gonzalez (偽名). “Stars, Planets, and Gender: A Framework for a Feminist Astronomy”. Women's Studies International Forum.

#### 査読中
- Carol Miller (偽名). “Strategies for Dealing with Cisnormative Discursive Aggression in the Workplace: Disruption, Criticism, Self-Enforcement, and Collusion”. Gender, Work and Organization.

### リジェクト
- Lisa A. Jones (偽名). “Rubbing One Out: Defining Metasexual Violence of Objectification Through Nonconsensual Masturbation”. Sociological Theory.
- Carol Miller (偽名). “My Struggle to Dismantle My Whiteness: A Critical-Race Examination of Whiteness from within Whiteness”. Sociology of Race and Ethnicity.
- Carol Miller (偽名). “Queering Plato: Plato's Allegory of the Cave as a Queer-Theoretic Emancipatory Text on Sexuality and Gender”. GLQ: A Journal of Gay and Lesbian Studies.
- Richard Baldwin (借用名義). “'Pretty Good for a Girl': Feminist Physicality and Women's Bodybuilding”. Sociology of Sport Journal.
- Richard Baldwin (借用名義). “Grappling with Hegemonic Masculinity: The Roles of Masculinity and Heteronormativity in Brazilian Jiu Jitsu”. International Review for the Sociology of Sport.
- Richard Baldwin (借用名義). “Hegemonic Academic Bullying: The Ethics of Sokal-style Hoax Papers on Gender Studies”. Journal of Gender Studies.
- Richard Baldwin (借用名義). “Self-Reflections on Self-Reflections: An Autoethnographic Defense of Autoethnography”. Journal of Contemporary Ethnography.
- Brandon Williams (偽名). “Masculinity and the Others Within: A Schizoethnographic Approach to Autoethnography”. Qualitative Inquiry.
- Helen Wilson (偽名). “Rebraiding Masculinity: Redefining the Struggle of Women Under the Domination of the Masculinity Trinity”. Signs.

### 書籍情報
- “Expression of Concern: Human Reactions to Rape Culture and Queer Performativity at Urban Dog Parks in Portland, Oregon”. Gender, Place & Culture. (August 6, 2018). doi:10.1080/0966369x.2018.1507885. ISSN 0966-369X.
- Lagerspetz, Mikko (2021). “'The Grievance Studies Affair' Project: Reconstructing and Assessing the Experimental Design”. Science, Technology, & Human Values 46 (2):  402–424. doi:10.1177/0162243920923087. ISSN 1552-8251.
- Pluckrose, Helen; Lindsay, James (2020). Cynical Theories: How Universities Made Everything About Race, Gender, and Identity—and Why This Harms Everybody. Durham, North Carolina: Pitchstone Publishing. ISBN 978-1-63431-202-8